# Findemna
I tre Findemna di Finn Eamna, sono tre figure mitologiche della mitologia irlandese. Sono i tre figli del re supremo d'Irlanda, Eochaid Feidlech: Bres, Nár e Lothar.

## Storia
I Findemma cospirarono per rovesciare il padre: il giorno prima di incontrarlo in battaglia visitarono la sorella Clothra, che cercò invano di dissuaderli dal guerreggiare contro il padre. Temendo che tutti e tre potessero morire senza lasciare un erede, lei giacque con loro, concependo Lugaid Riab nDerg.